# 東向観音寺
東向観音寺（ひがしむきかんのんじ）は、京都市上京区観音寺門前町にある真言宗泉涌寺派の準別格本山の寺院。山号は朝日山。本尊は十一面観音。かつては北野天満宮の神宮寺であった。洛陽三十三所観音霊場第31番札所。

## 歴史
延暦25年（806年）、大納言藤原小黒麻呂及び賢璟法師が桓武天皇の勅により創建した。当初は朝日寺という名称だった。天暦元年（947年）に菅公（菅原道真／天満大自在天神）廟をこの地に移し、朝日寺の最鎮らが北野天満宮を建立して朝日寺を北野天満宮の神宮寺とし、応和元年（961年）には筑紫観世音寺より菅公自作の十一面観音を招来して新たに本尊とした。
応長元年（1311年）、無人如導宗師が筑紫の観世音寺に擬して朝日寺の名称を観世音寺または観音寺と改め、天満宮御本地仏・北野神宮寺または、奥之院とも称した。境内は次第に整備され、当寺の本堂である観音堂が東を向いている東向観音の他にも、観音堂が西を向いている西向観音もあった。が、数度の火災の後、西向観音は廃絶されてしまった。
北野天満宮の復興とあわせて慶長12年（1607年）に豊臣秀頼が片桐且元を奉行として本堂を再建している。
江戸時代に入ると一条家の祈願所となり、一条家出身で明治天皇の皇后となった昭憲皇太后は結婚する以前に当寺で勉学に励まれたといわれている。
白衣観音堂はその外観自体の撮影が諸事情により禁止されている。

## 境内
- 本堂（京都市指定有形文化財） - 慶長12年（1607年）、豊臣秀頼により片桐且元を奉行として再建。
- 礼堂（京都市指定有形文化財）
- 白衣観音堂
- 庫裏
- 伴氏廟 - 菅原道真の生母大伴氏の墓であるという。
- 土蜘蛛塚
- 行者堂
- 鐘楼
- 岩雲弁財天
- 山門

## 文化財

### 京都市指定有形文化財
- 本堂
- 礼堂

## 前後の札所
洛陽三十三所観音霊場
30 椿寺地蔵院　-　31 東向観音寺　-　32 廬山寺